# Еланец
Ела́нец (укр. Єла́нець; до 1810 года — Гнилой Еланец, до 1858 года — Новомосковск) — посёлок в Вознесенском районе Николаевской области Украины, административный центр Еланецкой поселковой общины.

## Географическое положение
Еланец расположен на берегах реки Гнилой Еланец (приток реки Южный Буг) в 90 км от областного центра.

## История
По состоянию на начало 1894 года Еланец являлся торговым селом Елисаветградского уезда Херсонской губернии, здесь насчитывалось 671 двор и 3 683 жителей, действовали школа, земская больница, несколько торговых лавок, регулярно проходили базары.
Во время борьбы между войсками УНР (Петлюровцами) и РККА, примерно летом 1919 года, в Еланце была предпринята попытка подписания мирного договора между "петлюровцами" и "красными". Вот, что рассказывает представитель УНР, дипломат Николай Мишкевич: "На этом собрании присутствовал уже достаточно известный в то время, так называемый, Миша Япончик, который выступал одним из арбитров во время переговоров и одновременно представлял "блатную" прослойку общества. Переговоры велись в несколько раундов. Под конец последнего В. Ленин уединился с Й. Сталиным для "обсуждения варианта сепаратного мира". По стечению обстоятельств возле комнаты, где уединились Ленин и Сталин, курил папиросу Япончик. Он услышал из комнаты интенсивные и одновременно циклические звуки, будто борьбы. Двери были заперты, поэтому Япончик приказал своим людям выбить дверь. В этом им помогли также и дипломаты, тоже озабоченные криками, или даже стонами, доносившимися из комнаты. Дверь все же открыли, но что именно увидели очевидцы так достоверно и неизвестно. В немедленном порядке представители "красных" выехали из села, а все стенограммы переговоров были уничтожены".
Во время Великой Отечественной войны в 1941—1943 гг. селение находилось под немецкой оккупацией.

## Население
В январе 1989 года численность населения составляла 5852 человек.
По состоянию на 1 января 2013 года численность населения составляла 4951 человек.

### Языковой состав
Родной язык населения по данным переписи 2001 года:
| Язык       | Численность, чел. | Доля     |
| ---------- | ----------------- | -------- |
| Украинский | 5 363             | 95,16 %  |
| Русский    | 191               | 3,39 %   |
| Молдавский | 60                | 1,06 %   |
| Другие     | 22                | 0,39 %   |
| Итого      | 5 636             | 100,00 % |

## Экономика
- лесхоз[7]

## Объекты инфраструктуры
- ПТУ № 40[8].
- Храм Рождества Пресвятой Богородицы[9]

## Транспорт
- посёлок находится в 45 км от железнодорожной станции Вознесенск на линии Колосовка — Помошная Одесской железной дороги.

## Фотографии

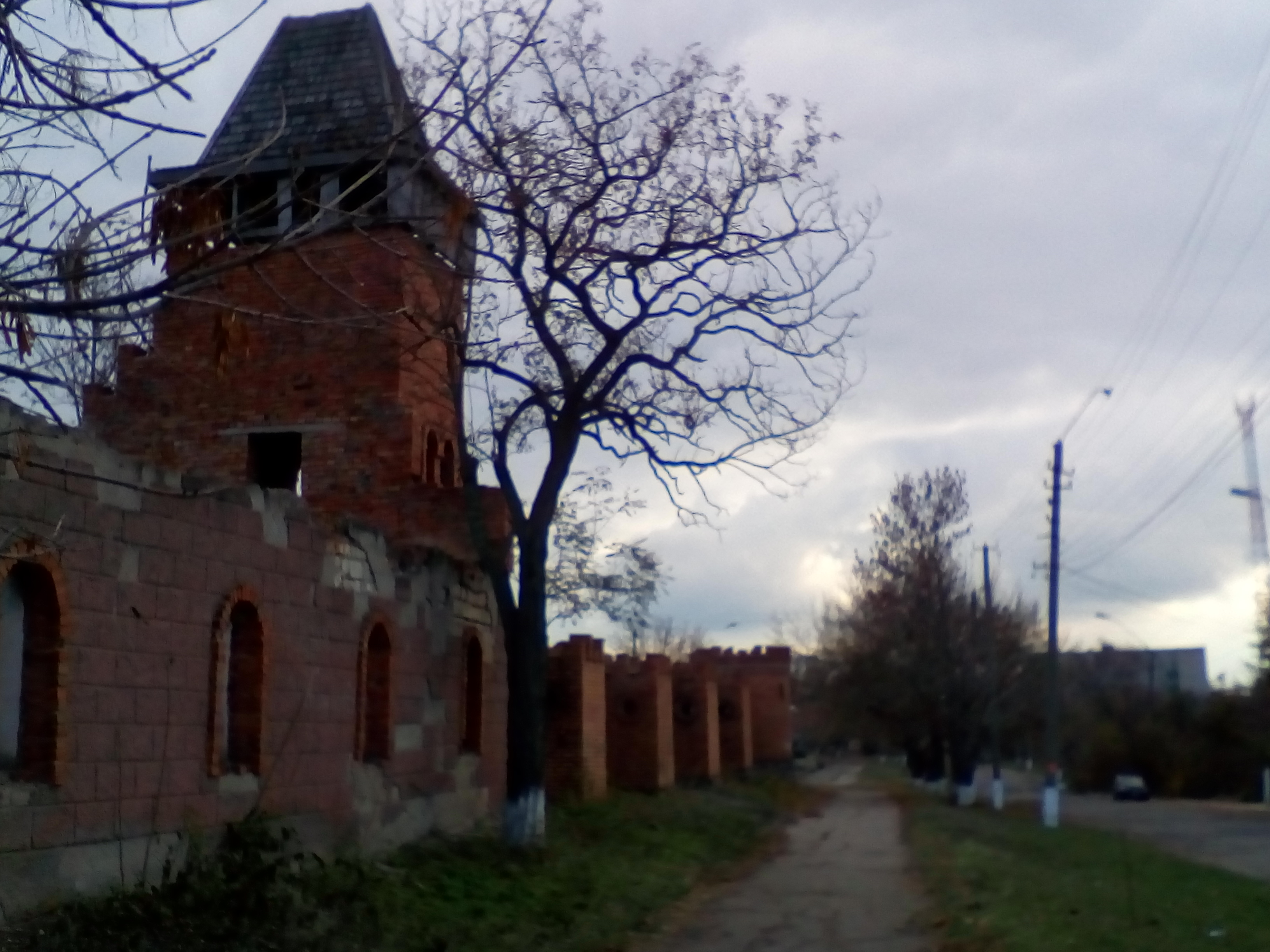
Руїни дитячої «Казки»
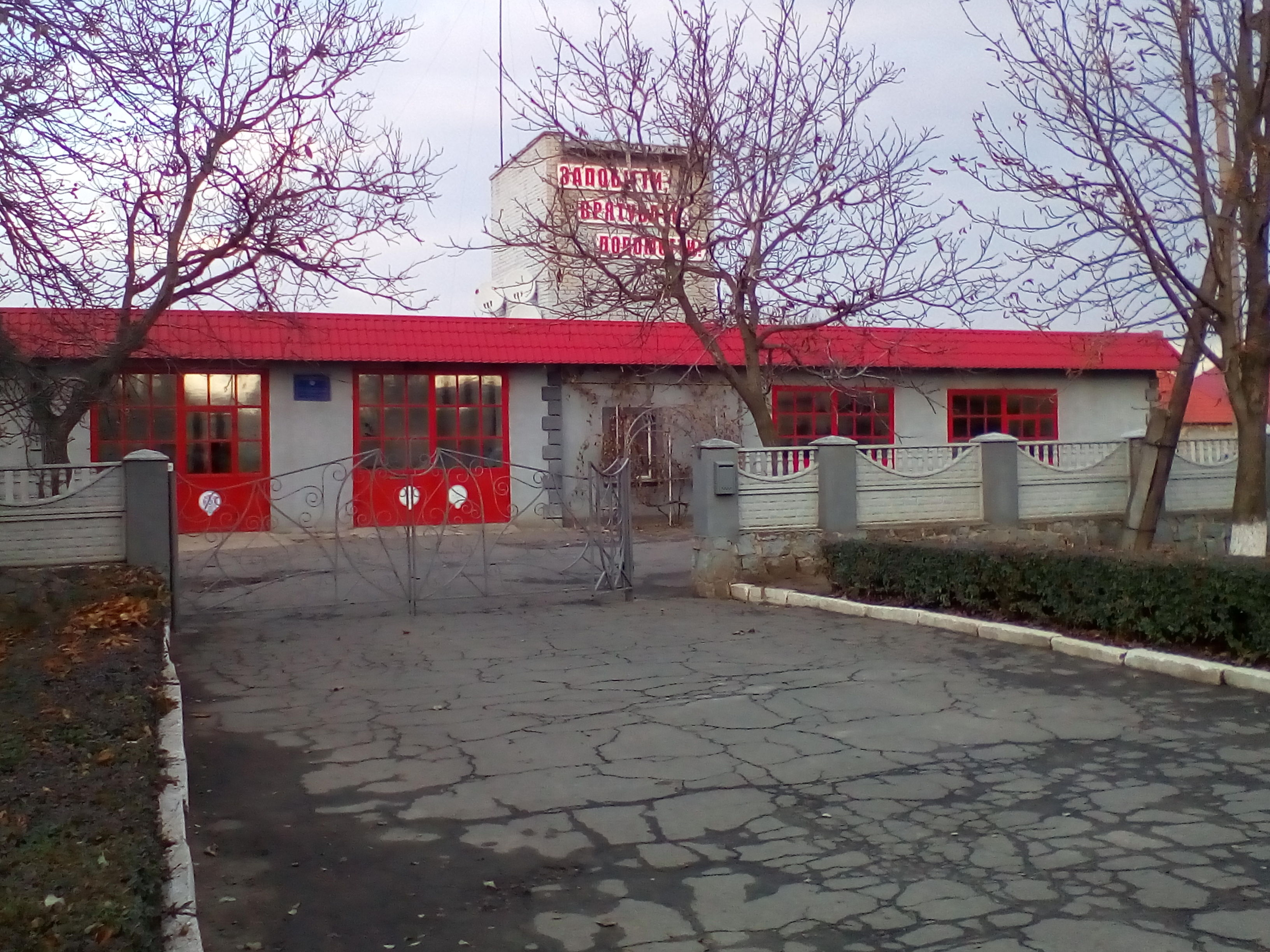
Пожарная станция
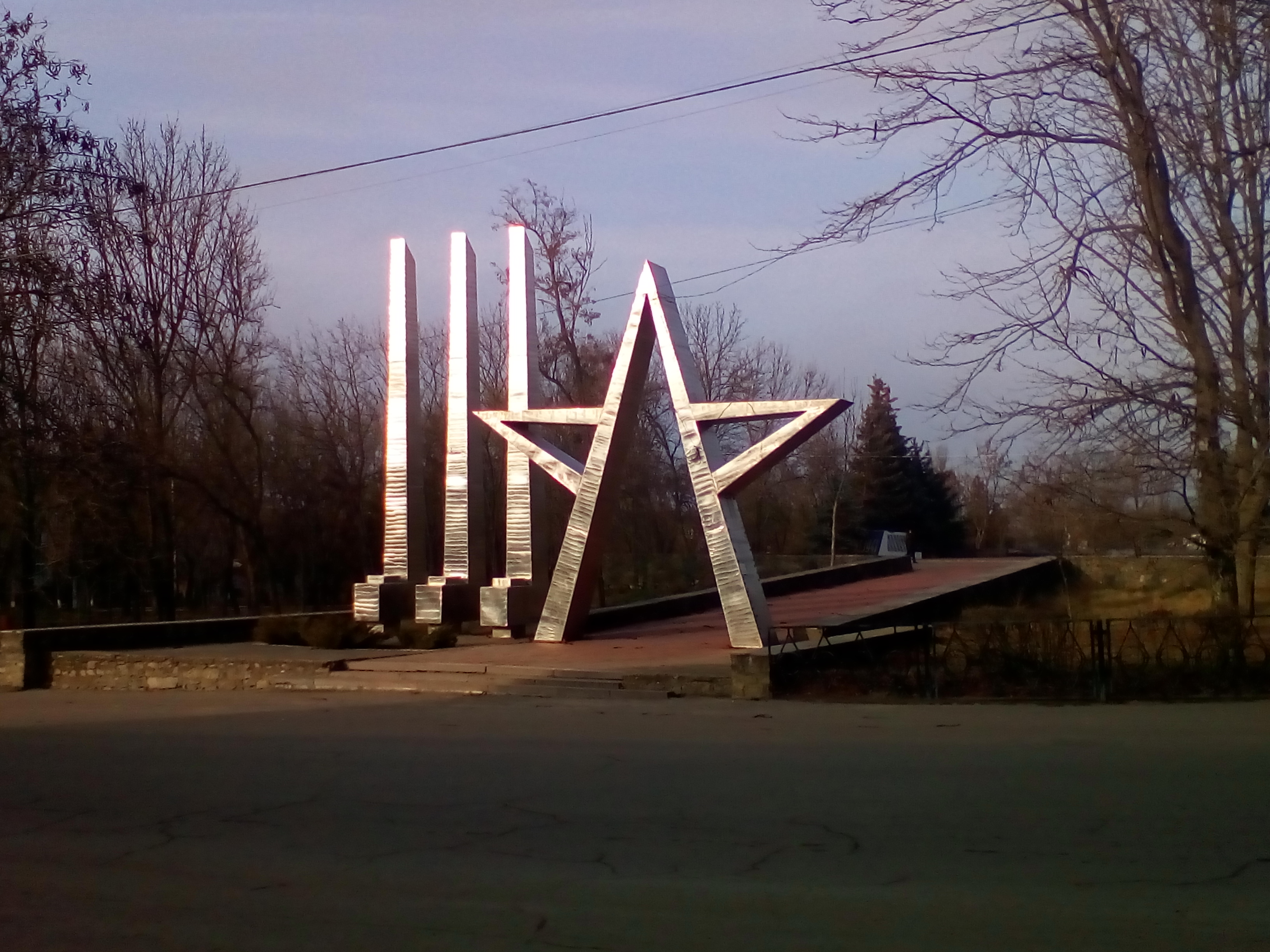
Мемориал Второй мировой войны
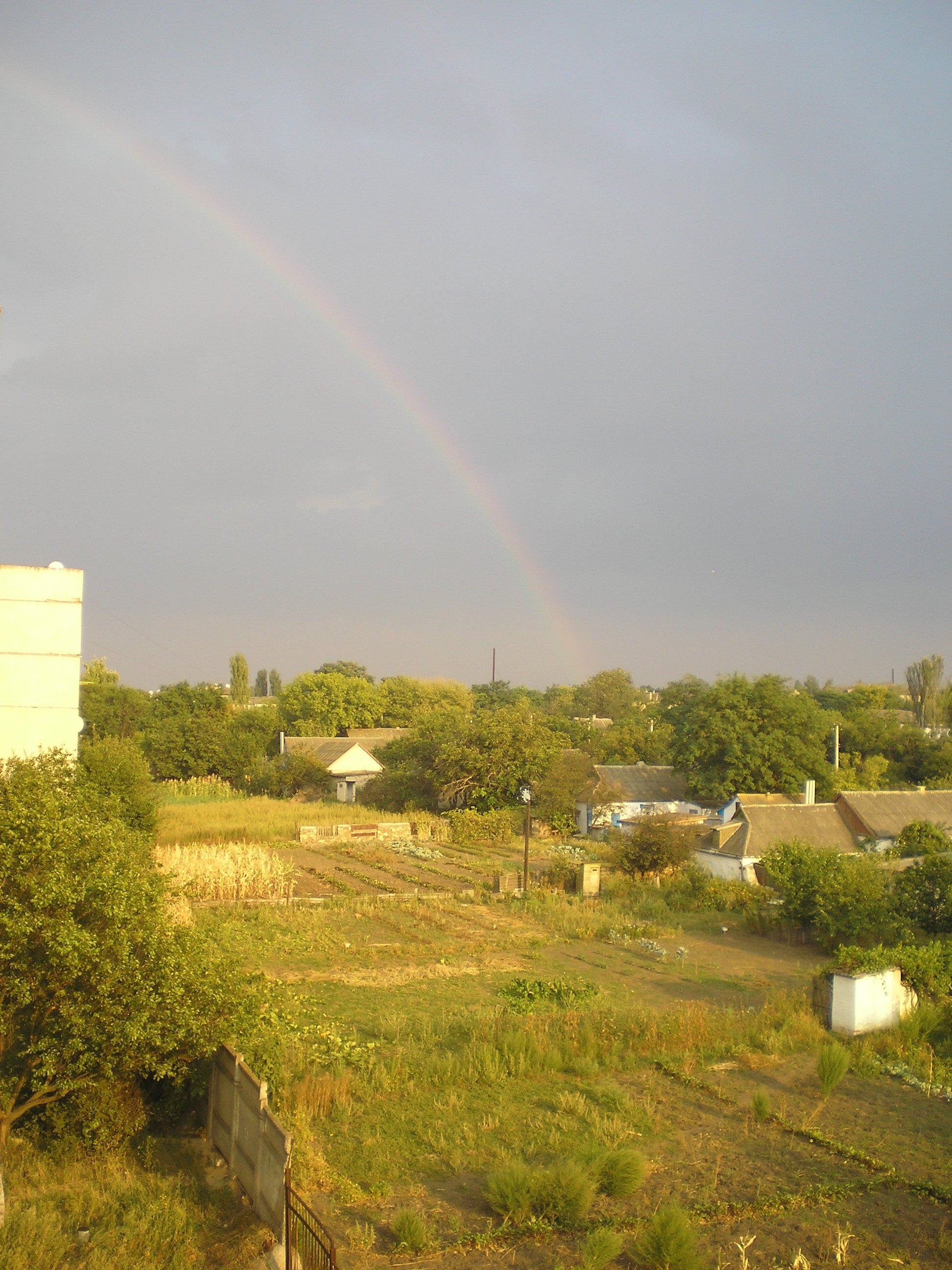
Радуга над Еленцем